# István Szabó (filmregisseur)
István Tamás Szabó (Boedapest, 18 februari 1938) is een Hongaars regisseur.
Szabó is afkomstig uit een joodse familie. In de jaren 60 en 70 maakte hij onconventionele films in Hongarije. In de jaren 80 produceerde hij enkele buitenlandse films, die hem wereldberoemd maakten. In 1981 regisseerde hij Mephisto, in 1985 Oberst Redl en in 1988 Hanussen. De hoofdrol in die drie films werd telkens gespeeld door Klaus Maria Brandauer. Hij werd voor de drie films genomineerd voor een Oscar. Hij won de Oscar voor Beste buitenlandse film weliswaar alleen voor zijn film Mephisto. Hij won voor de drie films ook verschillende prijzen op het filmfestival van Cannes.

## Filmografie
- 1964: Álmodozások kora
- 1966: Apa
- 1970: Szerelmesfilm
- 1973: Tűzoltó utca 25.
- 1976: Budapesti mesék
- 1980: Bizalom
- 1980: Der grüne Vogel
- 1981: Mephisto
- 1985: Oberst Redl
- 1988: Hanussen
- 1991: Meeting Venus
- 1992: Édes Emma, drága Böbe
- 1999: Sunshine
- 2001: Taking Sides
- 2004: Being Julia
- 2006: Rokonok
- 2012: The Door
- 2020: Zárójelentés